# Gvam
Teritorij Gvam, (Guahan), znan tudi kot Zveza Gvam, je otok v Mikroneziji, v zahodnem Tihem oceanu.
Gvam je nevključeni teritorij Združenih držav Amerike. Glavno mesto je Hagåtña, prej znano kot Agana [izg. Aganja].
Prvi Evropejec, ki je obiskal Gvam, je bil portugalski pomorščak Ferdinand Magellan, ki je plul za kralja Španije in je otok uzrl 6. marca 1521, med svojim potovanjem okoli sveta.